# Fukushima I atomkraftværk
Fukushima I atomkraftværk (福島第一原子力発電所 Fukushima daiichi genshiryoku hatsudensho) er et atomkraftværk i Japan.
Atomkraftværket er et af verdens største atomkraftværker, der ligger i byen Okuma i præfekturet Fukushima på den nordøstlige del af øen Honshū. Det blev først taget i brug i 1971 og har med dets 6 kogendevandsreaktorer en intalleret maksimaleffekt på 4.696 MW med en årlig produktion på omkring 27 TWh. Yderligere 2 reaktorer er under planlægning. Anlægget ejes af det japanske energiselskab Tōkyō Denryoku (TEPCO).
Det findes også et Fukushima II som ligger 11,6 kilometer syd for Fukushima I. Også dette ejes af TEPCO.
Værket blev alvorligt beskadiget i forbindelse med jordskælvet ved Sendai og den følgende tsunami 11. marts 2011.